# 39-я истребительно-противотанковая артиллерийская бригада
39-я отдельная истребительно-противотанковая артиллерийская Томашовская Краснознамённая орденов Суворова и Кутузова бригада Резерва Главного Командования — воинское формирование Красной армии ВС СССР, в годы Великой Отечественной войны.
Условное наименование — войсковая часть полевая почта (в/ч пп) № 77114 .
Сокращённое наименование — 39-я оиптабр РГК.

## История
На основании директивы Командующего Артиллерией Красной Армии за № 1019 от 9 июня 1944 года и приказа Командующего Брянским учебным артиллерийским лагерем за № 0084 от 12 июня 1944 года в период 12 — 30 июня 1944 года была сформирована 39-я оиптабр РГК общей численностью 1506 человек, в следующем составе: управление бригады (штат № 08/596), 992-й иптап 76-мм пушек (штат № 08/597), 1174-й иптап 76-мм пушек (штат № 08/597), 1179-й иптап 76-мм пушек (штат № 08/597), артиллерийский парк (штат № 08/598). Все оиптапы были сформированы ранее и имели боевой опыт.

## Участие в боевых действиях
Период вхождения в действующую армию: 30 августа 1944 года — 9 мая 1945 года.

## Состав
- 992-й истребительно-противотанковый артиллерийский Рославльский ордена Кутузова полк (в/ч пп № 06536)
- 1174-й истребительный противотанковый артиллерийский Севастопольский полк (в/ч пп № 91059)
- 1179-й истребительный противотанковый артиллерийский Гомельский полк (в/ч пп № 01869)
- 335-й гвардейский тяжёлый самоходно-артиллерийский полк — в оперативном подчинении с 23.09.1944, в составе бригады с 28.09.1944 по 02.101944

## Командование бригады

### Командиры
- Пупков Александр Матвеевич (18.6.1944-04.05.1945), гвардии полковник
- Назаренко Иван Афанасьевич (20.05.1945-27.10.1945), гвардии полковник
- Снегирев Николай Афанасьевич (28.10.1945-04.1946), гвардии полковник

### Начальники штаба
- Стеценко Степан Никитович (18.6.1944-01.05.1945), подполковник, полковник
- Букатин Николай Иванович (04.05.1945-07.1945), майор
- Хмызенко Иван Пименович (07.1945-09.1945), гвардии майор
- Букатин Николай Иванович (09.1945-10.1945), майор
- Кошелев Павел Иванович (10.1945-?), подполковник

### Начальники политотдела
- Спиридонов Николай Васильевич (24.6.1944-?), подполковник

### Заместители командира по тылу
- Повжик Иван Демьянович (22.6.1944-?), майор интендантской службы, подполковник
- Зам.начальника штаба — Букатин Николай Иванович, майор, подполковник;
- Пом. начальника штаба — Якубенко Валентин Андреевич, капитан;
- Начальник связи бригады — Соломонов Анатолий Дмитриевич, капитан;
- Начальник медико-санитарной службы (бригадный врач) — Эфендиев Бадрудтин Абдурахманович, майор медицинской службы

## Награды и наименования
- Почётное наименование Томашовская присвоено приказом ВГК № 027 от 19 февраля 1945 года.

## Подчинение
39-я оиптабр входила в состав 1-го Прибалтийского фронта (6-я гв. армия, 51-я армия), 2-го Прибалтийского фронта, 1-го Белорусского фронта (69-я и 5-я ударная армии).